# Rue des Mâconnais
Pour les articles homonymes, voir Rue des Mâconnais.
La rue des Mâconnais est une voie privée située dans le quartier de Bercy du 12e arrondissement de Paris.

## Situation et accès
La rue des Mâconnais est accessible par la ligne de métro 14 à la station Cour Saint-Émilion.

## Origine du nom
Du fait de sa proximité avec les entrepôts de vins de Bercy, le nom de la voie fait référence aux habitants de la ville de Mâcon et de sa région, connue pour son vignoble.

## Historique
Ouverte en 1877, dans les anciens entrepôts de vin de Bercy, cette rue est restructurée vers 1990 lors du réaménagement de la ZAC de Bercy.

## Bâtiments remarquables et lieux de mémoire
La rue privée est bordée de chais construits à la fin des années 1870 classés monuments historiques.